# Roboty publiczne

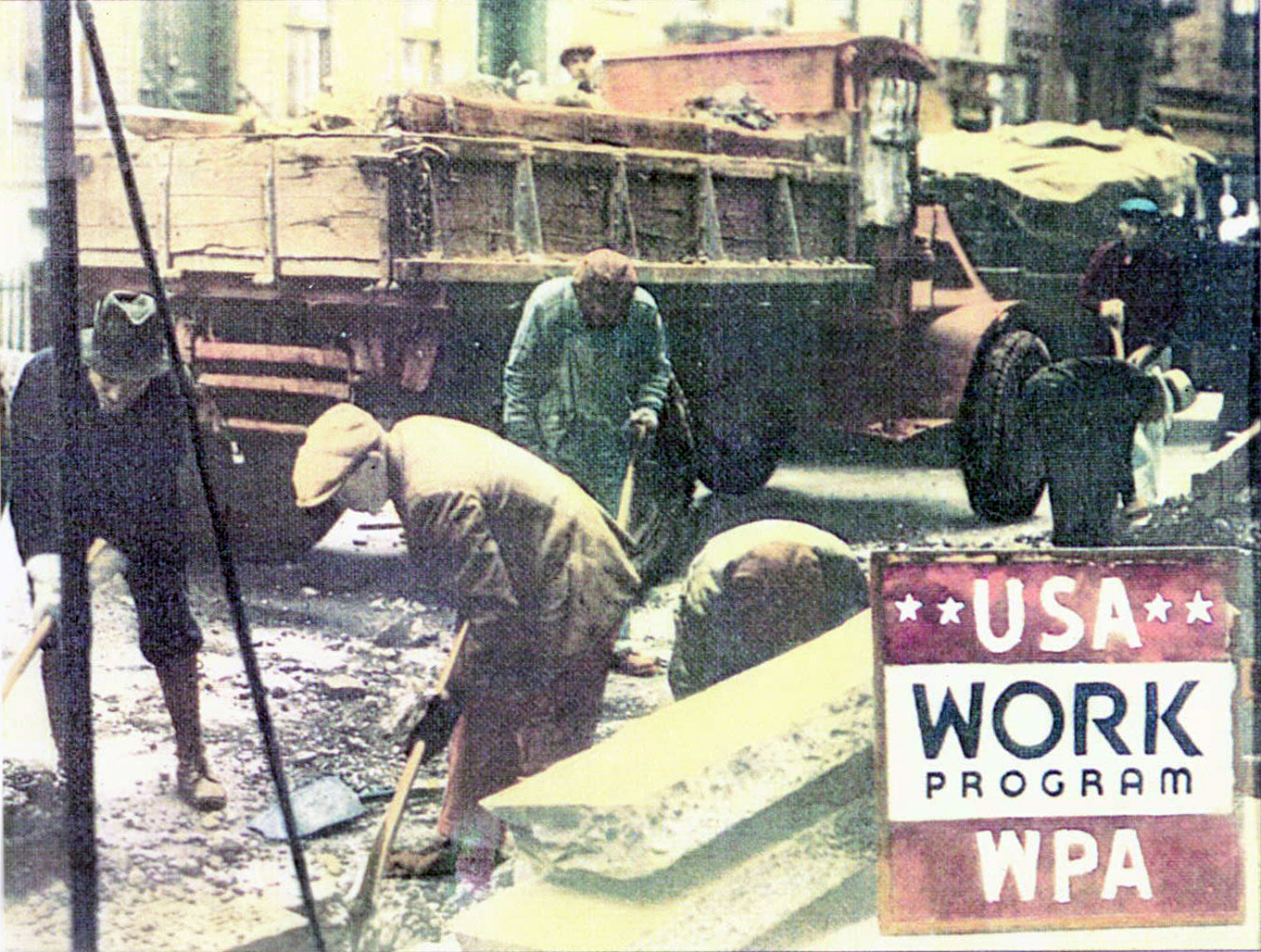
Uczestnicy amerykańskich robót publicznych w latach 30. XX wieku

Roboty publiczne – forma subsydiowanego, czasowego zatrudnienia bezrobotnych do wykonywania prac zleconych przez organy samorządu terytorialnego lub instytucje użyteczności publicznej. Zatrudnienie może być na okres nie dłuższy niż 12 miesięcy. Celem robót publicznych jest zachęcenie bezrobotnego do dalszego poszukiwania pracy, a także uniknięcie zjawiska bezrobocia długookresowego.
Roboty publiczne stały się niezwykle ważnym narzędziem polityki zatrudnienia w Stanach Zjednoczonych w latach trzydziestych XX wieku. Były one wykorzystywane głównie do realizacji inwestycji publicznych w infrastrukturze: budowie dróg, lotnisk, kanałów, regulacji rzek, wykonywaniu melioracji. W 1933 roku powołano Public Works Administration (PWA), który dysponował budżetem ok. 3,3 mld dolarów na wspieranie rządów stanowych i władz lokalnych. W USA w latach trzydziestych w krótkim okresie zatrudniono 4 miliony bezrobotnych.
We Francji funkcjonuje powołany do życia w 1982 roku Fundusz Specjalny Robót Podstawowych, z którego finansuje się inwestycje infrastrukturalne w dziedzinie transportu publicznego, drogownictwa i energetyki. Dzięki temu rząd skutecznie oddziałuje na koniunkturę oraz bezpośrednio na struktury ekonomiczne i społeczne.
Roboty publiczne mają szczególne znaczenie dla reaktywizacji grup bezrobotnych długookresowo. Przeprowadzane są one głównie w ramach programów specjalnych bądź planów. W Polsce refundowane jest wynagrodzenie każdej z osób, w wysokości nie przekraczającej 75% przeciętnego wynagrodzenia oraz składki na ubezpieczenia społeczne.